# PMVK
PMVK (англ. Phosphomevalonate kinase) – білок, який кодується однойменним геном, розташованим у людей на 1-й хромосомі. Довжина поліпептидного ланцюга білка становить 192 амінокислот, а молекулярна маса — 21 995.
| 10         |  | 20         |  | 30         |  | 40         |  | 50         |
| ---------- |  | ---------- |  | ---------- |  | ---------- |  | ---------- |
| MAPLGGAPRL |  | VLLFSGKRKS |  | GKDFVTEALQ |  | SRLGADVCAV |  | LRLSGPLKEQ |
| YAQEHGLNFQ |  | RLLDTSTYKE |  | AFRKDMIRWG |  | EEKRQADPGF |  | FCRKIVEGIS |
| QPIWLVSDTR |  | RVSDIQWFRE |  | AYGAVTQTVR |  | VVALEQSRQQ |  | RGWVFTPGVD |
| DAESECGLDN |  | FGDFDWVIEN |  | HGVEQRLEEQ |  | LENLIEFIRS |  | RL         |

A: Аланін

C: Цистеїн

D: Аспарагінова кислота

E: Глутамінова кислота

F: Фенілаланін

G: Гліцин

H: Гістидин

I: Ізолейцин

K: Лізин

L: Лейцин

M: Метіонін

N: Аспарагін

P: Пролін

Q: Глутамін

R: Аргінін

S: Серин

T: Треонін

V: Валін

W: Триптофан

Кодований геном білок за функціями належить до трансфераз, кіназ. 
Задіяний у таких біологічних процесах, як метаболізм ліпідів, метаболізм холестеролу, метаболізм стероїдів, метаболізм стеролів, біосинтез ліпідів, біосинтез холестеролу, біосинтез стероїдів, біосинтез стеролів. 
Білок має сайт для зв'язування з АТФ, нуклеотидами. 
Локалізований у пероксисомах.